# S. Olof Gunnarsson
Sven Olof Ingvar Gunnarsson, vanligen S. Olof Gunnarsson, född 16 augusti 1931 i Gislaveds församling, Jönköpings län, död 27 oktober 2006, var en svensk väg- och vattenbyggnadsingenjör. 
Efter studentexamen i Jönköping utexaminerades Gunnarsson från Chalmers tekniska högskola 1958 och blev teknologie licentiat där 1969. Han blev, vid nämnda läroanstalt, assistent på institutionen för stadsbyggnad 1957, tillförordnad laborator i stadsbyggnad 1959, forskningsassistent 1961, forskningsledare 1963, biträdande professor i stadsbyggnad 1973  och professor i samma ämne 1979. Han var innehavare av firma Planeringskonsult 1959–1964, Nordisk planeringskonsult AB 1964 samt gästingenjör i Västtyskland 1960 och USA 1962. Han medverkade i trafikutredningar och stadsplanetävlingar samt författade en lång rad skrifter om trafik, trafiksäkerhet och trafikplanering.